# أبل إيه 11
أبل إيه 11 (بالإنجليزية: Apple A11)‏ من قبل شركة أبل والمصنعة بواسطة شركة تايوان لصناعة أشباه الموصلات المحدودة (TSMC) والمبنية على المعمارية الدقيقة إيه آر إم مبنيه على المعمارية المصغرة ARMv8-A وبتقنيه 64 بت، استخدمت بدءا من الهاتف الخلوي أي فون 8 و أي فون 8 بلس و أي فون X الذي عرض في 12 سبتمبر 2017.
أتت شريحة المعالجة بيونيك A11 لتحل محل سابقتها أبل آه عشرة فيوجن أبل إيه 10 ودوما الأحدث يقدم الأفضل عن سلفه، فلقد قدمت A11 سته نوى من نوى المعالجة اثنين من النوى ذات الأداء العالي والتي هي اسرع 25 ٪ من A10 أبل وكذا أربعة من النوى ذات الكفاءة العالية التي أسرع بنسبه تصل إلى 70 ٪ من نظيرتها بشريحه A10 الموجودة في هواتف آي فون 7 و آي فون 7 بلس، شريحة المعالجة بيونيك آبل A11 مبنيه كنظام على شريحة (منظومة على رقاقة) وهو نفس ما تنتهجه مصنعي الأجهزة المحمولة الصغيرة الحديثة ومنظومة على رقاقة، وهي شريحه صغيره مبنى بها العديد من الدوائر الإلكترونية والشرائح المجهرية وعلى رأسها شريحه المعالج الرئيسي أو ما يعرف بوحدة المعالجة بيونيك المركزية ومعالج الجرافكس وحاكم الذاكرة الرئيسية ودوائر لتقنيات أخرى مثل البلوتوث ووالواي فاي و مودم الاتصالات الخلوية ودوائر شريحه الجسر الشمالي.
Apple A11 Bionic Produced From September 12, 2017 to present Designed by Apple Inc. Common manufacturer(s) TSMC Max. CPU clock rate to 2.39 GHz Min. feature size 10 nm Instruction set A64 Microarchitecture ARMv8-A compatible Product code APL1W72 Cores Hexa-core (2× Monsoon + 4× Mistral) L1 cache 32 KB instruction, 32 KB data L2 cache 8 MB L3 cache Unknown Predecessor Apple A10 Fusion GPU Apple-designed 3 core Application Mobile
والجنوبي Northbridge Southbridge وغيرها في حزمه واحده المواصفات التقنية

## تاريخ التقديم
- تاريخ الإعلان في 21 من سبتمبر من عام 2017.
- تاريخ الإصدار في 11 سبتمبر من عام 2017 إلى الوقت الحاضر.

التصميم من قبل شركة أبل .
العلامة التجارية شركة آبل .
رقم الطراز A11 Bionic
شفرة المنتج APL1W72
العائلة Ax

## السوق
مستهدف الأجهزة المحمولة Mobile والمضمنة Embedded
الأجهزة التي تستخدم الشريحة Utilizing devices
- الهاتف الخلوي أي فون iPhone 8
- و أي فون Plus iPhone 8
- و أي فون iPhone X

الشركة المصنعة المشتركة شركة تايوان لصناعة أشباه الموصلات المحدودة ) تسمك ( Taiwan Semiconductor Manufacturing Company (TSMC)
الشريحة السابقة )السلف( Predecessor أبل Apple A10
دقه عمليه التصنيع Feature size/ Manufacturing process 10 نانومتر nm & (0.01 μm, 1.0e-5 mm) + باستخدام تقنيات الجيل الثاني من تكنولوجيا الترانزستور ثلاثي البوابات Tri-gate transistor
أو المجسم 3D transistor وهو من نوع ترنزستور تأثر المجال الدقيق ) FinFET LPE ) Fin Field Effect Transistor المنخفضة الطاقة عدد الترنزستورات .3 6 بليون Transistors بزياده بليون ترانزستور عن سابقتها Apple A10 Fusion مساحه )حجم( قالب الشريحة die area 87.66 مليمتر مربع mm^2 (0.138 in^2, 0.892 cm^2, 89,230,000 μm^2) + اصغر من شريحه A10 والتي كانت بمساحه 125 مليمتر مربع m

## التقنية
شبه موصل أكسيد الفلز المكمل )سى موس( Complementary Metal Oxide Semiconductor (CMOS) التغليف Packing تقنيةُ تغليف حزمة على حزمة ) PoP ) Package on Package لدوائرها التكامليةِ ICs
المعمارية المصغرة المعمارية الثامنة المحسنة ARMv8-A من أرم حجم)طول( الكلمة 64 بتا bit & (8 octets, 16 nibbles) + طقم التعليمات A64 & A32 & T32 تستخدم طقم التعليمات

### تقنيه نيون
دعم تقنيه نيون المحسنة من آرم ARM والتي تعمل على تسريع عمليه معالجه بيانات التشفير وفك الشفرة لتطبيقات الوسائط المتعددة وتقنيه نيون تعرف بتقنيه التعليمة الواحدة ذات البيانات المضاعفة المتقدمة أو تقنيه محرك معالجه الوسائط ( MPE ) Media Processing Engine

### تقنيه عنقود النوى الصغير والكبير big.LITTLE
دعم تقنيه عنقود النوى الصغيرة وعنقود الكبير من أرم) big.LITTLE (ARM وهي تقنيه تهدف
إلى كسر تماثل نوى المعالج عدد النوى Cores بالمعالج الرئيسي CPU سته من النوى six-core Hexa-core) ( من نوى المعالجة عدد خيوط المعالج Threads # 4 خيط
أقصى تردد للمعالج Max. CPU clock rate
حتى تردد حتى 2.39 جيجاهرتز MHz

## المعالج الرئيسي CPU
سته من النوى six-core Hexa-core) ( من نوى المعالجة
مقسمه على مجموعين Cluster كل مجموعه مختلف عن الأخر حيث يمكنهما الاندماج ) Fusion )
معا باستخدام تقنيه big.LITTLE لأداء الوظائف العالية
و مجموعتين النوى بشريحه 1A1 هما:
- مجموعه تضم اثنين من النوى الكبيرة big cores ذات الأداء العالي performance-high تعرف باسم نواه بالرياح الموسمية Monsoon للقيام بالمهام العالية المعالجة والمعقدة مثل الألعاب والرسومات العالية وهذه النوى اسرع 25 ٪ من نظيرتها بشريحه A10
- مجموعه تضم أربعة من النوى صغيره little cores ذات الكفاءة العالية high-efficiency تتميز بانخفاض استهلاكها من الطاقة وتعرف باسم نواه بالرياح الموسمية العاتية Mistral للأداء العادي والقيام بمعالجة العمليات والمهام البسيطة وهذه النوى اسرع 70 ٪ من نظيرتها بشريحه A10

## مزايا المعالج الرئيسي CPU
- نوى المعالج جميعها تعمل معا وفي آن واحد وهي وظيفه جديده لم تكن متوفرة من قبل

فشريحة المعالجة السابقة وهي A10 Fusion كان تمتلك فقط 6 أنوية )زوجين ( و كانت لا يمكنها
سوى تنشيط وتشغل نواتين فقط أما نواتي الأداء العالي أو نواتي الأداء المنخفض فلا يمكنها تشغيل
الأربع معا
وهو ما يجعلنا أمام هاتف أي فون 8 وما تلاه )والذي يعمل ب (A11 بنفس حجم سابقه أي فون 7 )والذي
يعمل ب A10 (ولكن بمعالجة أقوى وأسرع للبيانات
- معالج A11 قادره على أداء 411 مليار عمليه معالجه في الثانية الواحدة بزياده ى 10 % عن
- سابقتها شريحة المعالجة بيونيك A10
- شريحة أبل 1A1 مدمج بها تقنيه نيون NEON أو تقنيه التعليمة الواحدة ذات البيانات المضاعفة
- المتقدمة Advanced SIMD
- ترنزستورات شريحة أبل A11 تستخدم تقنيه البوابة المعدنية عالية العزل High-k Metal Gate & HKMG & HK-MG
- شريحة أبل 1A1 مدمج بها مباشرة معالج مساعد للحركة coprocessormotion باسم 1 M1
- شريحة أبل A11 تعمل بتقنيه الصغير الكبير من أرم big.LITTLE
- شريحة أبل A11 مدمج بها وحدة المعالجة العصبونية ) NPU ) Neural Processing Unit وهو ثنائي النواة

### وحدة معالجة الرسومات Graphic Processing Unit (GPU)
معالج جرافكس من تصميم وتصنيع آبل نفسها لأول مرة وسابقاً كانت ابل تعتمد على شركات أخرى
مثل Imagination Technologies
وهو معالج ثلاثي النواة core-tri وهو يستلك نصف طاقة معالج الجرافكس A10 في شريحه كما انه
اسرع 30% عن معالج الجرافكس بشريحه A10

## المعالج الثانوي M11
شريحة أبل A11 مدمج بها معالج مساعد للحركة motion coprocessor باسم M11 هذا المعالج قدم أول مره مع شريحه آبل A7 وكان تحت اسم M7 وكان شريحة منفصلة وليس مدمجا بها ثم ادمج مع شريحه آبل A8 واستمر إلى يومنا هذا صمم المعالج الثانوي M11 لتقديم وظائف متنوعه للحركة منها خدمات التسارع accelerometer وجيرسكوب gyroscope و البوصلة compass ومقياس الضغط الجوي barometer وغيرها يمكن للمعالج الثانوي M11 التعرف على الأوامر الصوتية voice commands سيرى Siri.

### محرك المعالجة العصبونية Neural Engine و الذكاء الاصطناعي
الذكاء الاصطناعي Artificial Intelligence (AI) هو محاوله لمحاكاة بعض من مهام الأنسان التي تعتمد على التفكير مثل الفحص والتعرف على الوجه أو تدقيق صوره ومقارنتها وغيرها فالذكاء الاصطناعي AI يشير إلى محاكاة الحواسيب لطريقة عمل الدماغ البشري من أجل التعلم والاستنتاج حتى على أشياء لم تتم برمجتها عليها فاللجوء إلى الذكاء الاصطناعي في صناعة الهواتف الذكية بات من الأمور الرائجة هذه الأيام.
وهناك اليوم تطبيقات عديدة تعتمد على الذكاء الاصطناعي لعل أشهرها تطبيقات المساعد الشخصي مثل Siri و Google Assistant و Amazon Alexa و لكنها تعتمد على الاتصال بخوادم الشركات المصممة لها لمعالجة البيانات آبل أخذت خطوة للأمام مع معالج Apple A11 Bionic و هو أول معالج للأجهزة المحمولة تم تصميمه بتقنيات الذكاء الاصطناعي مدمج بشريحه المعالجة بيونيك A11 محرك جديد هو محرك المعالجة العصبونية Neural Engine أو ما يعرف وحدة المعالجة العصبونية ) NPU ) Neural Processing Unit وهو ثنائي النواة وحدة المعالجة العصبونية ) NPU ) هي عبارة عن معالجٍ ذكيّ يعتمد على خوارزميات الذكاء الصنعيّ
والشبكات العصبونية لتوفير معالجةٍ أسرع وأكثر كفاءة للبيانات مع توفير استهلاكٍ منخفض للطاقة مقياسًا بطرق معالجة البيانات التقليدية
وحدة المعالجة العصبونية NPU بشريحه المعالجة A11 تقوم بتنفيذ مجموعة من خوارزميات algorithms تعلم الآلة machine learning والتي ترمي إلى التعجيل بالتعرف على معلومات حيوية مثل التعرف على صورة الوجه لدعم تقنيه بصمه الوجه Face ID و أنيموجي )الرموز التعبيرية المتحركة( Animoji (iPhone X) ومهام تعلم الآلة وحده NPU هي فعليا عباره عن دوائر إلكترونيه )عتاد (hardware مبنيه بشريحه المعالجة بيونيك والتي تقوم بتشغيل الشبكات العصبية )العصبونية(. neural networks التي تشبه في طريقة عملها الجهاز العصبي المعقد في الإنسان بهدف معاونه المعالج المركزي CPU على إنجاز عمليات الذكاء الاصطناعي (AI) بسرعه أكبر وبكفاءة أكبر من سرعه المعالج CPU منفردا وبكفاء تقدر 01 ضعف ما كان سيقدمه المعالج CPU منفردا.
فهو هو قادر على أداء وظيفته في معالجه معلومات الصورة في الوقت الحقيقي بمعدل 600 مليار عمليه في الثانية الواحدة billion operations per second .
محرك المعالجة العصبونية NPU سمح لابل لتنفيذ الشبكة العصبية وتعلم الآلة بطريقة أكثر كفاءة في استخدام الطاقة من استخدام وحدة المعالجة المركزية الرئيسية CPU أو الجرافيك GPU شريحة المعالجة بيونيك Apple A11 Bionic ليست هي أول من قدم وحدة المعالجة العصبونية ( NPU ) Neural Processing Unit فأول من قدم وحدة المعالجة العصبونية هي شريحه المعالجة بيونيك كيرين Kirin 970.من شركه هاي سيليكون HiSilicon' التابعة لشركه هواوى

### معالج استشعار الصورة Image Sensor Processor (ISP)
تتضمن A11 معالج صورة جديد والذي يدعم مهام التصوير الحسابية التطبيقات ذات الصلة بالكاميرا مثل تقدير الإضاءة، والتقاط الألوان على نطاق واسع، ومعالجة بكسل )عنصر صوره (متقدمة advanced وهو يسرع من عمليه التركيز التلقائي pixel processing auto-focus للسيناريوهات الإضاءة المنخفضة كما أن معالج استشعار الصورة ISP يقوم تجهيز بكسل جديد للحدة sharpness و قوام الصورة textures .

## الذاكرة الفورية Memory Cache
الذاكرة الفورية Memory Cache للمعالج هي ذواكر سريعة مهمتها زياده سرعه جلب المعلومة للمعالج وهي عادتا ما تكون نرابطه associatively أي مترابطة مع بعضها البعض عن طريق طرق way لتربيط ولنقل البيانات والمعلومات بين المعالج والذاكرة الفورية والذاكرة الرئيسية للحاسوب RAM

### الذاكرة الفورية للمستوى الأول L1
مدمج بكل نواه من نوى المعالج ذاكرة فوريه cache للمستوى الأول L1 الذاكرة الفورية للمستوى الأول L1 لكل نواه core بكل نواه من نوى المعالج مقسمه لقسمين وهما:
- ذاكرة فورية للتعليمات) Cache -I ) Cache Instruction بحجم 01 كيلوبايت) KiB ) KB لكل نواه بأجمالي ) 6 x 32 ) 291 كيلوبايت KB
- ذاكرة فورية للبيانات) Cache -D ) Cache Data بحجم 01 كيلوبايت) KiB ) KB لكل نواه بأجمالي ) 6 x 32 ) 291 كيلوبايت KB

### الذاكرة الفورية للمستوى الثاني L2
الذاكرة الفورية للمستوى الثاني L2 وتقع بالنواة خارج قالب Die المعالج لذا هي ابعد من ذاكرة L1 عن المعالج وهي ذاكرة تتشارك فيها مجموعه من النوى وهي بحجم 8 ميجابايت MB لكل نوى المعالج

### الذاكرة الفورية للمستوى الثالث L3
)تعرف بالذاكرة الفورية الأخيرة ) LLC ) Last Level Cache ) لا يوجد ذاكرة فورية للمستوى الثالث L3

## ذاكرة الوصول العشوائي )الرام( RAM
مدمج بقالب شريحه A11 وحده تحكم ذاكره) IMC ) Memory Controller والذي يدعم العمل مع ذاكرة ديناميكية SDRAM
وهي ذاكره مضاعفه النقل للبيانات الديناميكية ) DDR4 ) Double Data Rate 4 للجيل الرابع منخفضة في استهلاك الطاقة Low Power نوع LP DDR4 والذاكرة رام بحجم 1 جيجابايت GB مع أي فون iPhone 8 و 0 جيجابايت GB مع أي فون iPhone 8 Plus و iPhone X.

### معالج Apple A11 Bionic و الواقع الافتراضي
معالج Apple A11 Bionic يدعم تطبيقات الواقع الافتراضي Virtual Reality Applications بصورة أفضل لجعلها أكثر سلالة وواقعية من ذي قبل. هذه النوع من التطبيقات يعتمد على إضافة عناصر
رقمية داخل الواقع
و من أشهر أمثلة ذلك : تطبيق سناب شات ولعبة بوكيمون جو وغيرهم.
هذه النوعية من التطبيقات ستعمل بصورة أفضل مع معالج Apple A11 Bionic.